# 1996年鐵路
此條目列出1996年發生有關鐵路運輸的事件。

## 事件

### 1月
- 1月21日：北京西站和西长铁路开通运营。
- 1月30日：一山線通車。

### 2月
- 2月10日：新加坡地鐵南北線兀蘭延長線開通，增加了6個新車站。新加坡地鐵支線併入成為南北線一部分。
- 2月29日：首爾地下鐵2號線新亭支線由陽川區廳站延長至新亭十字路口站。

### 3月
- 3月20日：首爾地鐵5號線西段延長至傍花站，首爾地鐵2號線新亭支線延長至喜鵲山站。
- 3月26日：營團地下鐵（現為東京地下鐵）南北線由駒込站南延至四谷站。
- 3月28日：神戶電鐵公園都市線延長至木城中央站。
- 3月28日：台北捷運第一條路線木柵線（現為文湖線）正式投入服務。
- 3月29日：多倫多地鐵央街－大學－士巴丹拿線（現為央街－大學線）由韋爾遜站延長一站至雪柏西站。
- 3月30日：東京臨海高速鐵道臨海副都心線開業。
- 3月30日：首爾地鐵5號線東段馬川支線通車。

### 4月
- 4月23日：立山黑部貫光無軌條電車線通車。
- 4月27日：東葉高速線通車，開始與營團地下鐵東西線直通運行[1]。

### 5月
- 5月12日：芝加哥地鐵綠線在經過4億美元和兩年半的重建後恢復營運，但仍有許多設施尚未完成。
- 5月28日：營團地下鐵（現為東京地下鐵）丸之內線加設西新宿站。
- 5月31日：紐華克機場列車（英语：AirTrain Newark）通車。

### 6月
- 6月2日：比利時高速鐵路線HSL 1的第一段通車（由安托萬到法國邊界），連接法國高速鐵路北線。
- 6月14日：達拉斯輕軌紅線（英语：Red Line (Dallas Area Rapid Transit)）、藍線（英语：Blue Line (Dallas Area Rapid Transit)）通車。

### 7月
- 7月18日：宮崎機場線通車。
- 7月26日：JR東海制作的6節300X列車在東海道新幹線京都站至米原站之間開出傳統鐵路的世界極速每小時443.0公里[2]。

### 8月
- 8月12日：首爾地鐵5號線西段延長至汝矣島站。
- 8月30日：安卡雷（英语：Ankaray）通車。

### 9月
- 9月1日：京九鐵路全線通車。

### 10月
- 10月：開羅地鐵2號線第一階段通車。
- 10月11日：首爾地鐵7號線長岩站至建大入口站通車。

### 11月
- 11月23日：首爾特別市都市鐵道公社8號線蠶室站至牡丹站通車，盆唐線加設福井站。

### 12月
- 12月11日：大阪市營地下鐵（現為大阪市高速電氣軌道）鶴見綠地線由京橋站延長至心齋橋站，並改名長堀鶴見綠地線。
- 12月16日：實達輕快鐵開通，是吉隆坡也是馬來西亞第一個公共鐵路運輸系統。
- 12月30日：首爾地鐵5號線西段延長至往十里站，全線貫通。
- 12月30日：達拉斯地區快速運輸（英语：Dallas Area Rapid Transit）開設第一條鐵路線[3][4]。
- 12月30日：基輔地鐵瑟雷茨-佩切拉線由金門站延長至盧基揚尼夫卡站。